# Chantal Mouffe
Chantal Mouffe, född 17 juni 1943 i Charleroi, Belgien, är en politisk teoretiker och professor i statsvetenskap vid University of Westminster i London.

## Centrala begrepp
Hegemoni, antagonism och identitet är centrala begrepp för Mouffe när hon utvecklar sin idé om radikal demokrati. Enligt Mouffe har människan ett ofrånkomligt behov av kollektiva identifikationsformer och hon vänder sig mot alla former av dialog– deliberations eller konsensusdemokrati. Mouffe utgår från Carl Schmitts antiliberala antagande att vän och fiende, inte ond-god, är definitionen på en politisk kamp. Men till skillnad från Schmitt menar hon att detta ofrånkomliga utpekande av fiender och vänner inte behöver bli antagonistiskt och innefatta krig och våld utan kan förbli agonistisk, det vill säga bestå av en kamp eller tävling mellan grupperingar och meningsmotståndare som hyser oförenliga intressen. Politik är för Mouffe en förhandlingsprocess och en evig maktkamp mellan olika rivaliserande samhällskrafter. Enligt Mouffe skapas ett postpolitiskt tillstånd då konflikter inte sker öppet utan döljs och osynliggörs. Debatten kringskärs och begränsas genom att konflikten utesluts från diskussionen.

### Hegemonin och den socialistiska strategin
Hennes mest kända verk är Hegemony and Socialist Strategy, som hon skrev tillsammans med Ernesto Laclau år 1985. Laclau/Mouffe menade att västeuropeiska vänstern och marxismen stagnerat och drabbats av svåra nederlag bland annat genom att den politiska kampen reducerats till att bara handla om klasskamp. Boken har kallats postmarxistisk, bygger på idéer från poststrukturalismen och Antonio Gramscis arbete där kampen om hegemonin i samhället är viktigt. Laclau/Mouffe menade att marxismen ofta dras med ekonomisk reduktionism (att motsättningarna i samhället alltid har sin grund i basen ”i sista instans”), en ”överbestämning” de försöker komma ifrån. I boken försöker dom omformulera vänsterns strategi så att den involverar fler kamper som tillsammans skapar ett projekt för radikal demokrati.  Influerade av Wittgesteins sena arbeten om språket menar de att sociala fenomen endast blir meningsfulla genom ”diskursiv artikulering”. Endast genom aktivt deltagande i olika sociala rörelser, i samtal och teoretiserande av dessa erfarenheter kan hegemonin i de borgerliga samhället utmanas.

### Vänsterpopulism
I likhet med nynationalistiska idéerna och högerpopulistiska rörelsen menar hon att det finns en konflikt mellan dagens eliter och de stora folkflertalet. Mouffe menar dock att den folkliga vreden måste rikta sig mot den ekonomiska eliten och inte mot invandrare, flyktingar och andra minoriteter som högerpopulismen gör.

## Publikationer i svensk översättning
- Om det politiska (2005; svensk utgåva 2008 i översättning av Oskar Söderlind)
- Hegemonin och den socialistiska strategin (tillsammans med Ernesto Laclau 1985; svensk utgåva Stockholm 2008 i översättning av Carl-Michael Edenborg)
- Agonistik (2013; svensk utgåva 2016 i översättning av Henrik Gundenäs)
- Till vänsterpopulismens försvar (2018; svensk utgåva 2019 i översättning av Oskar Söderlind)